# Държавно устройство на Уганда
Уганда е президентска република.

## Изпълнителна власт

### Президент
Президентът на Уганда е държавен глава, ролята му по скоро е до голяма степен церемониална, а иначе министър-председателя държи истинската власт.

## Законодателна власт
Законодателната власт на Уганда е еднокамарен парламент (Народно събрание), което се състои от 292 народни представителя, избирани за срок от 5 години, 214 депутати се избират пропорционално, а 78 мажоритарно.